# Józef Przygodzki
Józef Franciszek Przygodzki (ur. 8 sierpnia 1891 w Radziechowie, zm. wiosną 1940 w Charkowie) – major saperów Wojska Polskiego, dyplomowany inżynier budownictwa Politechniki Lwowskiej, wykładowca, ofiara zbrodni katyńskiej.

## Życiorys
Syn Jana, urzędnika sądowego i Tekli z Blachów urodzony 8 sierpnia w Radziechowie, w ówczesnym powiecie kamioneckim Królestwa Galicji i Lodomerii, w rodzinie  (Błochów). W 1909 przeniósł się do Lwowa, gdzie w 1910 ukończył z wyróżnieniem Gimnazjum im. Franciszka Józefa. Ukończył studia na Politechnice Lwowskiej. 
W czasie I wojny światowej walczył w szeregach cesarskiej i królewskiej Armii. Ukończył roczny oficerski kurs artyleryjski w Krakowie. Na stopień podporucznika został mianowany ze starszeństwem z 1 sierpnia 1916 w korpusie oficerów rezerwy artylerii fortecznej. Jego oddziałem macierzystym był Pułk Artylerii Fortecznej Nr 2. Został ranny na froncie włoskim. 
W 1918 został przyjęty do Wojska Polskiego i przydzielony do 2 Pułku Artylerii Ciężkiej w Krakowie. Walczył na wojnie z bolszewikami. M. in. wziął udział w wyprawie kijowskiej. 9 września 1920 został zatwierdzony z dniem 1 kwietnia 1920 w stopniu kapitana, w artylerii, w grupie oficerów byłej armii austriacko-węgierskiej. Pełnił wówczas służbę w Batalionie Mostowym.
1 czerwca 1921 roku nadal pełnił służbę w Batalionie Mostowym, a jego oddziałem macierzystym był 1 Dywizjon Artylerii Ciężkiej. 3 maja 1922 roku został zweryfikowany w stopniu kapitana ze starszeństwem z 1 czerwca 1919 roku i 21. lokatą w korpusie oficerów inżynierii i saperów. Jego oddziałem macierzystym był Batalion Mostowy. W 1924 został przeniesiony do rezerwy. Posiadał przydział w rezerwie do Batalionu Mostowego. W 1934, jako kapitan rezerwy pozostawał w ewidencji Powiatowej Komendy Uzupełnień Kościan. Posiadał wówczas przydział w rezerwie do 7 Batalionu Saperów w Poznaniu.
Po zwolnieniu z wojska rozpoczął pracę jako wykładowca w Państwowej Szkole Budowlanej i Mierniczo-Melioracyjnej w Poznaniu. W 1929 roku został przeniesiony do Leszna na stanowisko dyrektora Państwowej Szkoły Budownictwa i Państwowej Szkoły Przemysłowo-Handlowej. W Lesznie był członkiem Rady Miejskiej oraz Prezesem Koła Oficerów Rezerwy. W związku z przeniesieniem w 1939 roku szkoły budowlanej do Torunia, wraz z rodziną opuścił Leszno. W Toruniu pełnił funkcję dyrektora Państwowego Liceum Budowlanego.
W maju 1939 roku został zmobilizowany jako major rezerwy z przydziału do 8 batalionu saperów. We wrześniu 1939 roku batalion ten skierowano na wschód. Po agresji ZSRR na Polskę Józef Przygodzki dostał się do niewoli sowieckiej i przebywał w obozie w Starobielsku. Wiosną 1940 roku został zamordowany przez funkcjonariuszy NKWD w Charkowie i pogrzebany w bezimiennej, zbiorowej mogile w Piatichatkach, gdzie od 17 czerwca 2000 roku mieści się oficjalnie Cmentarz Ofiar Totalitaryzmu w Charkowie. Figuruje na Liście Starobielskiej NKWD pod poz. 2624.   
W 1922 roku zawarł związek małżeński z Olgą Szczawińską. Miał z nią córkę Aleksandrę (ur. 1925).
5 października 2007 roku minister obrony narodowej Aleksander Szczygło – decyzją nr 439/MON – mianował go pośmiertnie na stopień podpułkownika. Awans został ogłoszony 9 listopada 2007 roku w Warszawie, w trakcie uroczystości „Katyń Pamiętamy – Uczcijmy Pamięć Bohaterów”.

## Ordery i odznaczenia
- Krzyż Walecznych dwukrotnie – 1922[17]
- Medal Dziesięciolecia Odzyskanej Niepodległości

W czasie służby w c. i k. Armii otrzymał:
- Signum Laudis Brązowy Medal Zasługi Wojskowej z mieczami na wstążce Krzyża Zasługi Wojskowej,
- Srebrny Medal Waleczności 2 klasy,
- Brązowy Medal Waleczności,
- Krzyż Wojskowy Karola[4].